# Педру-Велью
Педру-Велью (порт. Pedro Velho) — муниципалитет в Бразилии, входит в штат Риу-Гранди-ду-Норти. Составная часть мезорегиона Восток штата Риу-Гранди-ду-Норти. Входит в экономико-статистический  микрорегион Литорал-Сул. Население составляет 14 081 человек на 2006 год. Занимает площадь 192,707 км². Плотность населения — 73,1 чел./км².

## Статистика
- Валовой внутренний продукт на 2003 год составляет 26 069 972,00 реалов (данные: Бразильский институт географии и статистики).
- Валовой внутренний продукт на душу населения на 2003 год составляет 1885,99 реалов (данные: Бразильский институт географии и статистики).
- Индекс развития человеческого потенциала на 2000 год составляет 0,626 (данные: Программа развития ООН).